# River Plate Aruba
Il Club Aruba River Plate, noto semplicemente come River Plate o River, è una società polisportiva con sede a Madiki Oranjestad. Fondato nel 1953, è famoso soprattutto per la sua sezione calcistica, una delle più titolate d'Aruba.

## Palmarès
- Campionato arubano di calcio: 2

1993, 1997

## Squadra

### Rosa 2017-18
| N. |                        | Ruolo | Calciatore       |
| -- | ---------------------- | ----- | ---------------- |
| 1  | Haiti (bandiera)       | P     | Pierre F'Leus    |
| 2  | Aruba (bandiera)       | D     | Aldrick Conor    |
| 3  | Aruba (bandiera)       | D     | Gikay Croes      |
| 4  | Aruba (bandiera)       | D     | Carlos Quandt    |
| 5  | Aruba (bandiera)       | C     | Alberto Grovell  |
| 6  | Aruba (bandiera)       | D     | Derrick Tromp    |
| 7  | Aruba (bandiera)       | A     | Carlos.B. Quandt |
| 8  | Aruba (bandiera)       | D     | Bryan Quandt     |
| 9  | Paesi Bassi (bandiera) | A     | Jelano Curden    |
| 10 | Aruba (bandiera)       | A     | Albert Grovell   |
| 11 | Aruba (bandiera)       | A     | Rufino Rodriquez |
| 12 | Aruba (bandiera)       | P     | Jermin Lacle     |

| N. |                     | Ruolo | Calciatore         |
| -- | ------------------- | ----- | ------------------ |
| 13 | Aruba (bandiera)    | D     | Beatle Nadall      |
| 14 | Aruba (bandiera)    | C     | Jeandre Boekhouwer |
| 15 | Aruba (bandiera)    | C     | Kimali Chambers    |
| 16 | Aruba (bandiera)    | A     | Lesly Angela       |
| 17 | Colombia (bandiera) | C     | Jorge Sanguino     |
| 18 | Aruba (bandiera)    | A     | Johnito Grovell    |
| 19 | Aruba (bandiera)    | D     | Gerry Quandt       |
| 20 | Aruba (bandiera)    | D     | Jeanuar De Palm    |
| 21 | Aruba (bandiera)    | A     | Shelton Charles    |
| 22 | Aruba (bandiera)    | A     | Andres Gomez       |
| 23 | Aruba (bandiera)    | A     | Nathanien Ras      |
| 24 | Aruba (bandiera)    | P     | Gioshua Maduro     |

### Staff tecnico 2015-2016
- Allenatore:  Gerano Vargas
- Allenatore in seconda:  Nochi Martis
- Assistente tecnico:  Maurits Tromp